# António Augusto de Castro Meireles
António Augusto de Castro Meireles GOC (São Vicente de Boim, Lousada, 15 de Agosto de 1885 – Paço da Torre da Marca, Porto, 29 de Março de 1942) foi o 34.º bispo da Diocese de Angra, que governou de 1924 a 1928, bispo titular de Lamia (Lamianus) e coadjutor do Porto de 1928 a 1929 e o 70.º bispo do Porto, diocese que governou de 1929 até ao seu falecimento em 1942.

## Biografia
D. António Augusto de Castro Meireles nasceu a 15 de Agosto de 1885 na freguesia de São Vicente de Boim, concelho de Lousada, filho de Raimundo Duarte Meireles e de sua mulher Delfina Moreira de Castro.
Destinado a seguir a vida eclesiástica, fez os seus estudos preparatórios no Seminário dos Carvalhos e os estudos secundários no Colégio de Nossa Senhora do Carmo, em Penafiel, ingressando depois no Seminário do Porto, onde concluiu o curso de Teologia no ano de 1903, sempre com alta classificação. Foi ordenado padre a 22 de Abril de 1908.
Ingressou depois na Universidade de Coimbra, onde se formou em Teologia e Direito no ano de 1912. Aluno distinto, obteve o Prémio Cardeal D. Américo, galardão atribuído ao melhor aluno da Diocese do Porto.
Terminados os seus estudos, para além das funções eclesiásticas, dedicou-se à advocacia, abrindo banca de advogado na cidade do Porto, ganhando fama pelas suas qualidades forenses.
Nas eleições gerais de 1915, o então padre António Augusto de Castro Meireles conseguiu ser eleito pelo círculo de Oliveira de Azeméis, onde obteve 32% dos votos, sendo então o primeiro e único deputado dos grupos políticos católicos a ter assento no Congresso da República. Entretanto foi nomeado professor de Teologia no Seminário do Porto e agraciado com o grau de oficial da Ordem de Cristo.
Provavelmente devido à notoriedade que ganhara, foi apresentado para bispo de Angra a 20 de Dezembro de 1923, sendo pouco depois confirmado pela Santa Sé. A 29 de Junho de 1924 foi sagrado bispo por D. António Barbosa Leão, bispo do Porto e prelado a quem, anos depois, viria a suceder naquela diocese.
A 16 de Julho daquele ano tomou posse da sua Diocese, sendo pouco depois solenemente recebido na Sé Catedral de Angra, de cujo púlpito se dirigiu aos fiéis. Iniciou o seu governo com a tomada de um conjunto de medidas de carácter apaziguador, que incluiu a absolvição de alguns padres que haviam sido suspensos a divinis pelo seu antecessor.
Deu grande atenção à educação católica e organização política dos católicos açorianos, fomentando a formação de uma comissão diocesana do Centro Católico e apoiando a formação de um círculo de estudos que se destacou na organização de diversos eventos cívicos, entre os quais as festividades do centenário de Vasco da Gama e da sua passagem por Angra no retorno da viagem à Índia. Por exortação pastoral promoveu na diocese as festividades dos centenários de São Francisco de Assis e de São Luís de Gonzaga.
Empenhou-se no aumento da influência política e social da Igreja nos tempos conturbados dos anos finais da Primeira República Portuguesa e da Ditadura nacional que se lhe seguiu, adquirindo uma presença na imprensa diária através da compra pela Diocese dos jornais A União de Angra do Heroísmo e a Democracia da cidade da Horta.
Realizou vistas pastorais às ilhas, incluindo uma às ilhas das Flores e do Corvo. De carácter dogmático, tentou impor a ortodoxia da igreja católica às celebrações das Irmandades do Divino Espírito Santo, codificando as disposições então em vigor e introduzindo-lhes algumas novidades. Estas acções despertaram resistência, em especial no que respeita às filarmónicas, das quais resultaram conflitos, um dos quais levou ao lançamento de uma interdição sobre a freguesia dos Cedros da ilha do Faial.
No ano de 1925, declarado Ano Jubilar da Igreja Católica Romana, organizou nos Açores uma peregrinação a Roma, por ele presidida, que incluiu 29 sacerdotes e 61 fiéis.
Na sequência da instituição pelo papa Pio XI, em 1925, da festa de Cristo Rei, instituiu também nos Açores, sendo pela primeira vez comemorada solenemente na Sé de Angra no ano de 1926.
Este prelado fundou o Presbitério de São Carlos, uma instituição sita nos subúrbios de Angra que tinha como objectivo prestar assistência temporal e espiritual aos sacerdotes que não tivessem família e estivessem impossibilitados de exercer as suas funções. O imóvel destinado a este fim veio a dar origem à actual Igreja de São Carlos e presbitério anexo.
Aprovou os estatutos do ramo diocesano da Pia Associação de Nossa Senhora das Missões, instituição fundada pelo bispo de São Tomé de Meliapor, D. Teotónio Emanuel Ribeira Vieira de Castro, cuja actividade procurou fomentar na diocese, aproveitando a já tradicional ligação dos Açores ao Padroado do Oriente.
Durante o governo deste prelado ocorreu o grande terramoto da Horta de 31 de Agosto de 1926, que destruiu quase por completo a cidade da Horta e boa parte das povoações das ilhas do Faial e do Pico. O bispo procurou contribuir para a assistência às populações, visitando as zonas mais atingidas e deslocou-se até à comunidade açoriana na costa leste dos Estados Unidos da América, pedindo auxílio para as famílias sinistradas. Na sequência do terramoto de 1926, fundou na Horta a instituição de assistência infantil denominada Florinhas de São Francisco, um colégio infantil entretanto integrado no Lar das Criancinhas daquela cidade.
No contexto da promoção da influência da Igreja na sociedade, D. António Augusto de Castro Meireles tentou fundar instituições de ensino ligadas à diocese, aproveitando a quase inexistência de escolas públicas para atrair àqueles estabelecimentos as elites locais. Com esse objectivo fundou o Colégio da Esperança, destinado a crianças e instalado no Santuário da Esperança de Ponta Delgada, colocando-o sob a orientação das religiosas da Visitação, e tentou fazer o mesmo em Angra do Heroísmo, propondo a aquisição para tal do palacete do comendador Silveira e Paulo, junto à Igreja da Conceição de Angra (onde funcionaria mais tarde a Escola Industrial e Comercial de Angra do Heroísmo).
Também fundou em 1926, na cidade de Ponta Delgada, junto ao Jardim António Borges, o Colégio Sena Freitas (hoje Colégio de São Francisco Xavier), de que foi primeiro director o padre José Vieira Alvernaz, futuro bispo de Cochim e Patriarca das Índias.
Tomou parte no Concílio Plenário Português, usando da palavra na sessão de encerramento sobre o Mistério da Santíssima Trindade.
Por provisão de 4 de Maio de 1928 criou na Sé de Angra o lugar de Cónego Teologal e restabeleceu o antigo cargo de Penitenciário, acrescentando também à Ordem Canonical a Ordem Beneficial, esta composta de oito benefícios eclesiásticos.
A 20 de Junho de 1928 foi nomeado bispo coadjutor do Porto, com direito a sucessão, sendo nesse mesmo dia feito bispo titular de Lamia. Despediu-se então da Diocese de Angra, em ofício solene na Sé Catedral de Angra, nomeando como governador do bispado o arcediago, Dr. José Bernardo de Almada.
A 21 de Dezembro de 1928 foi feito Grande-Oficial da Ordem Militar de Cristo.
A 21 de Julho de 1929 sucedeu D. António Barbosa Leão nas funções de bispo do Porto, governando aquela diocese até ao seu falecimento, no paço episcopal da Torre da Marca, a 29 de Março de 1942.
A freguesia de Boim, sua terra natal, recorda-o na sua toponímia.